# BibleProject
BibleProject (anteriormente chamado The Bible Project) é uma organização de financiamento coletivo sem fins lucrativos situada em Portland, Oregon, com o objetivo de criar conteúdos educacionais gratuitos para auxiliar pessoas a entenderem a Bíblia. A organização foi fundada em 2014 por Tim Mackie e Jon Collins.
A missão do BibleProject é "ajudar as pessoas a experimentarem a Bíblia como uma história unificada que leva até Jesus."
O BibleProject produz animações que analisam a estrutura literária, os temas e a história de cada livro da Bíblia, bem como vídeos expondo os principais conceitos e temas bíblicos. Esses vídeos estão disponíveis no site, no canal do YouTube e em várias redes sociais. A organização também produz podcasts, guias de estudo, aulas on-line, um aplicativo mobile e outros recursos. Os recursos estão disponíveis gratuitamente para os usuários do site e do aplicativo.
O BibleProject foi iniciado pelos amigos Timothy Mackie e Jonathan Collins em 2014, que pretendiam criar vídeos gratuitos de ensino on-line, combinando a formação acadêmica de Tim com a experiência profissional de Jon em roteirizar vídeos explicativos para empresas de tecnologia.
O modelo da organização é o financiamento coletivo.
Em 2022, foi lançado um aplicativo mobile.
A receita, inicialmente de US$ 900 mil em 2015, atingiu US$ 23 milhões em 2023. No início de 2024, o BibleProject já tinha criado mais de 180 vídeos e 350 podcasts, reunindo mais de 620 milhões de visualizações em 200 países.